# Ababil-100
El Ababil-100 o al-Fat'h o al-Fatah era un misil balístico de corto alcance iraquí de propulsión sólida de una sola etapa cuyo desarrollo comenzó alrededor de 1991 y se probó entre 2000 y 2002. Su lanzador se derivó del Ababil-50.

## Historial operativo

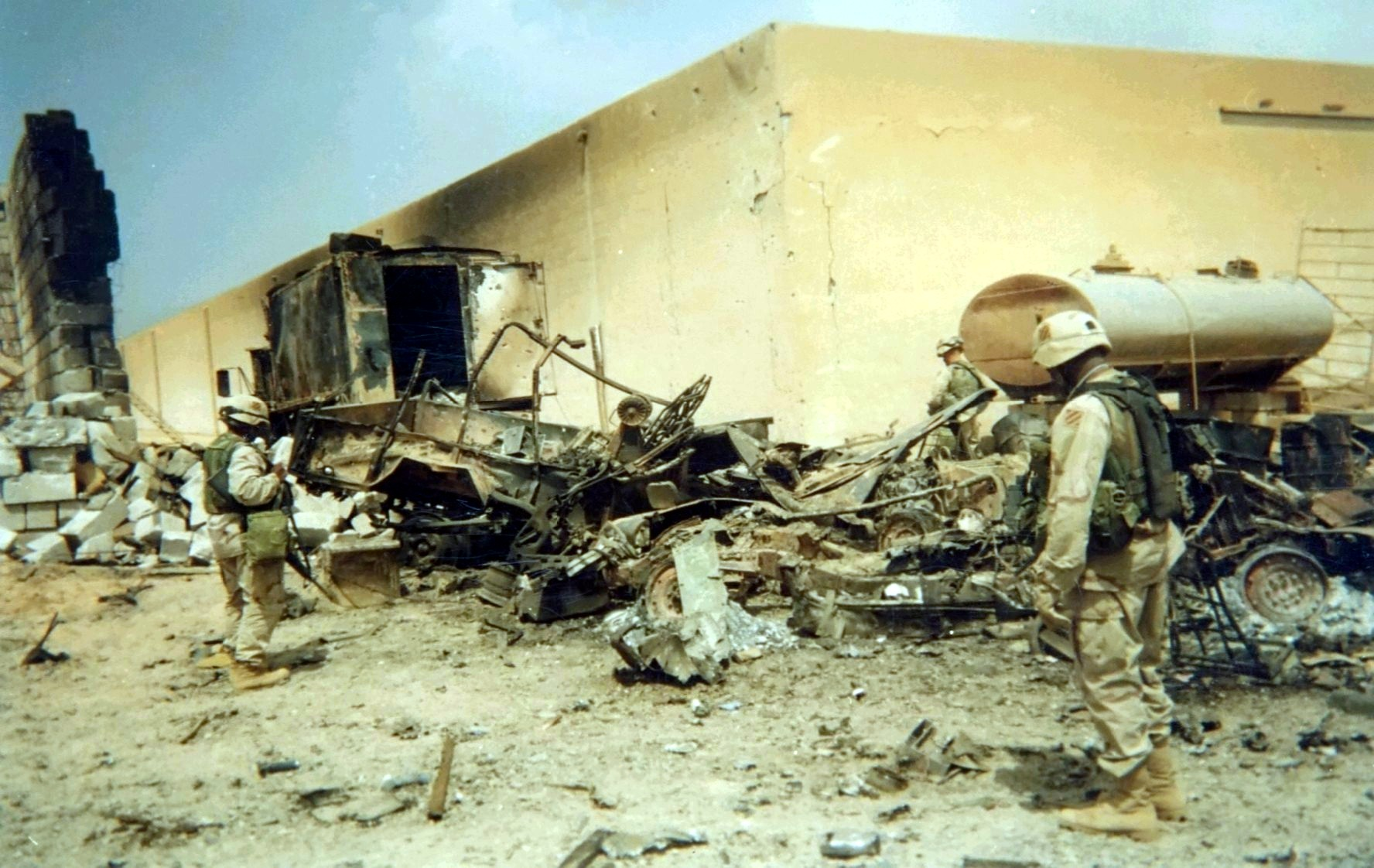
Secuelas del ataque con misiles Ababil-100 del 7 de abril de 2003.

Se realizaron dos vuelos de prueba guiados del Ababil-100, uno con control de alabeo y otro con control de cabeceo. En marzo de 2003, sólo faltaban unas semanas para realizar una prueba con el sistema de control total, pero la invasión puso fin al proyecto. Entre 2000 y 2002 se realizaron 50 disparos de prueba individuales, de los cuales 17 fueron pruebas de motores estáticos y 33 pruebas de vuelo. La versión no guiada no logró alcanzar el CEP deseado de 750 m. Durante una de las primeras pruebas, el misil demostró un alcance de 161 kilómetros. Durante la invasión de Irak en 2003, se dispararon entre 12 y 16 de estos misiles.
El cuartel general de la 2.ª Brigada, 3.ª División de Infantería de Estados Unidos, fue alcanzado por un misil Ababil-100 el 7 de abril, mientras la fuerza principal de la Brigada realizaba una incursión a 15 kilómetros al norte, muy dentro de Bagdad. En la explosión murieron tres soldados y dos periodistas extranjeros. Otros 14 soldados resultaron heridos y 22 vehículos destruidos o gravemente dañados, la mayoría de ellos Humvees. El Ababil-100 aparentemente fue disparado por el ejército iraquí desde la ciudad de Hilla, a unos 100 kilómetros (62 millas) al sur. Las defensas aéreas estadounidenses no pudieron detectar ni rastrear el misil porque su radar estaba orientado hacia el norte.